# El Jopo
El Jopo är en ort i Mexiko.   Den ligger i kommunen Navojoa och delstaten Sonora, i den västra delen av landet, 1 400 km nordväst om huvudstaden Mexico City. El Jopo ligger 32 meter över havet och antalet invånare är 244.
Terrängen runt El Jopo är mycket platt. Runt El Jopo är det ganska glesbefolkat, med 36 invånare per kvadratkilometer. Närmaste större samhälle är Navojoa, 9,9 km öster om El Jopo. Trakten runt El Jopo består till största delen av jordbruksmark.